# Belá nad Cirochou
Belá nad Cirochou (węg. Cirókabéla) – wieś (obec) na Słowacji, w kraju preszowskim, w powiecie Snina. Pierwsza wzmianka o wsi pochodzi z 1451 roku.
Urodził się tu bramkarz Ján Mucha.